# Patryk Procek
Patryk Procek (ur. 1 marca 1995 w Rybniku) – polski piłkarz, występujący na pozycji bramkarza w klubie Elana Toruń..

## Kariera piłkarska
Wychowanek RKP Rybnik, jako junior występował również w Górniku Zabrze. W latach 2012–2014 był zawodnikiem rezerw zabrzańskiej drużyny.
W rundzie jesiennej sezonu 2014/2015 przebywał na wypożyczeniu w Nadwiślanie Góra, lecz nie wystąpił w żadnym meczu II ligi. Rundę wiosenną sezonu 2014/2015 spędził na wypożyczeniu w Skrze Częstochowa – był jej podstawowym bramkarzem, rozgrywając w III lidze 17 meczów. Pod koniec lipca 2015 został wypożyczony do ROW-u 1964 Rybnik. W sezonie 2015/2016 rozegrał w jego barwach 10 spotkań w II lidze. Latem 2016 testowany był w Górniku Łęczna i drugoligowym holenderskim MVV Maastricht.
Pod koniec sierpnia 2016 przeszedł do cypryjskiego Ethnikosu Achna, z którym podpisał dwuletni kontrakt. W cypryjskiej ekstraklasie zadebiutował 16 października 2016 w spotkaniu z Doksą Katokopia (0:0), w którym zachował czyste konto. W sezonie 2016/2017 rozegrał w najwyższej cypryjskiej klasie rozgrywkowej 17 meczów. W sezonie 2021/2022 był piłkarzem PAEEK Kirenia, z którym spadł z cypryjskiej ekstraklasy. 4 lipca 2023 dołączył do Podbeskidzia Bielsko-Biała.
| Sezon                           | Klub             | Kraj   | Rozgrywki      | Mecze | Bramki |
| ------------------------------- | ---------------- | ------ | -------------- | ----- | ------ |
| 2012/2013                       | Górnik II Zabrze | Polska | Liga okręgowa  |       |        |
| 2013/2014                       | Górnik II Zabrze | Polska | III liga       | 1     | 0      |
| 2014/2015 (j)                   | Nadwiślan Góra   | Polska | II liga        | 0     | 0      |
| 2014/2015 (w)                   | Skra Częstochowa | Polska | III liga       | 17    | 0      |
| 2015/2016                       | ROW 1964 Rybnik  | Polska | II liga        | 10    | 0      |
| 2016/2017                       | Ethnikos Achna   | Cypr   | First Division | 17    | 0      |
| 2017/2018 (j)                   | Ethnikos Achna   | Cypr   | First Division | 2     | 0      |
| 2017/2018 (w)                   | GKS Katowice     | Polska | I liga         | 0     | 0      |
| 2018/2019                       | AEL Limassol     | Cypr   | First Division | 19    | 0      |
| Stan na koniec sezonu 2018/2019 |                  |        |                |       |        |